# زاوية سيدي أحمد بن يحيى أومالو
زاوية سيدي أحمد بن يحي أومالو أو زاوية أمالو هي إحدى الزوايا في الجزائر الواقعة في بلدية أمالو بدائرة صدوق ضمن ولاية بجاية وجبال جرجرة، والتابعة لمنهاج الطريقة الرحمانية.

## التأسيس
قام الإمام الفقيه الصوفي سيدي أحمد بن يحي أومالو بتأسيس زاوية سيدي أحمد أويحي خلال بداية القرن الثامن الهجري في سنة 1302م الموافق لعام 722هـ في بلدية أمالو ضمن دائرة صدوق.
ومكان تأسيس الزاوية يقع حاليا في «لَوْظَانْ تْقُرَّابَثْ» (بالطاء أو الظاء)، كما حققه الباحث أرزقي العربي أبرباش ونشره عام 2006م.
وهي لا تبعد عن وادي الصومام إلا بحوالي أربعة كيلومترات مشيا على الأقدام وأقل من ذلك بالطريق المعبد، وحوالي ستة كيلومترات من الطريق الوطني رقم 26 الرابط بين مدينة بجاية ومدينة البويرة نحومدينة الجزائر، وذلك غرب وادي الصومام، إذ تقع الزاوية في الجهة الشرقية لوادي الصومام.
وكان قد درس من قبل في زاوية سيدي يحي العيدلي في قرية آيث عيدل قرب ثمقرة.
وحينما أسس سيدي أحمد أويحي زاويته بقرية أمالو في القرن الرابع عشر الميلادي، جاء العالم أحمد بن محمد بن أغربي البجائي بعد عشرين سنة خلال عام 1322م ليثبت تاريخ هذا التأسيس من خلال تحرير وثيقة أصلية أثبت صحتها اثنا عشر عالما مذكورون بالاسم واللقب، والتي اكتشفها ونقلها الباحث أرزقي العربي أبرباش.
وكانت عائلة سيدي أحمد أويحي قد تنقلت في عدة أماكن بمنطقة القبائل، قبل أن تستقر في قرية أمالو، قبل أن يُكمل سيدي أحمد أويحي دراسته بمدينة بجاية.
وكانت بداية الزاوية بتأسيس الشيخ سيدي أحمد أويحي لمسجد خصص للعبادة وتحفيظ القرآن، وفي مرحلة لاحقة تم تأسيس ثيمعمرث (الزاوية) التي استقطبت الطلبة من عدة نواح، كانوا يخضعون لنظامها الداخلي الصارم، على غرار زوايا (ثيمعمرين) منطقة عروش زواوة.

## نشاطها
اشتهرت «زاوية سيدي أحمد أويحي» بالقرآن الكريم والعلوم الإسلامية منذ تأسيسها عام 1302م فبقيت طوال القرون السبعة الماضية تؤدي رسالتها على الدوام حتى غلب على تسميتها «المعمرة» من التعمير.

## توقيف الزاوية خلال 1857م

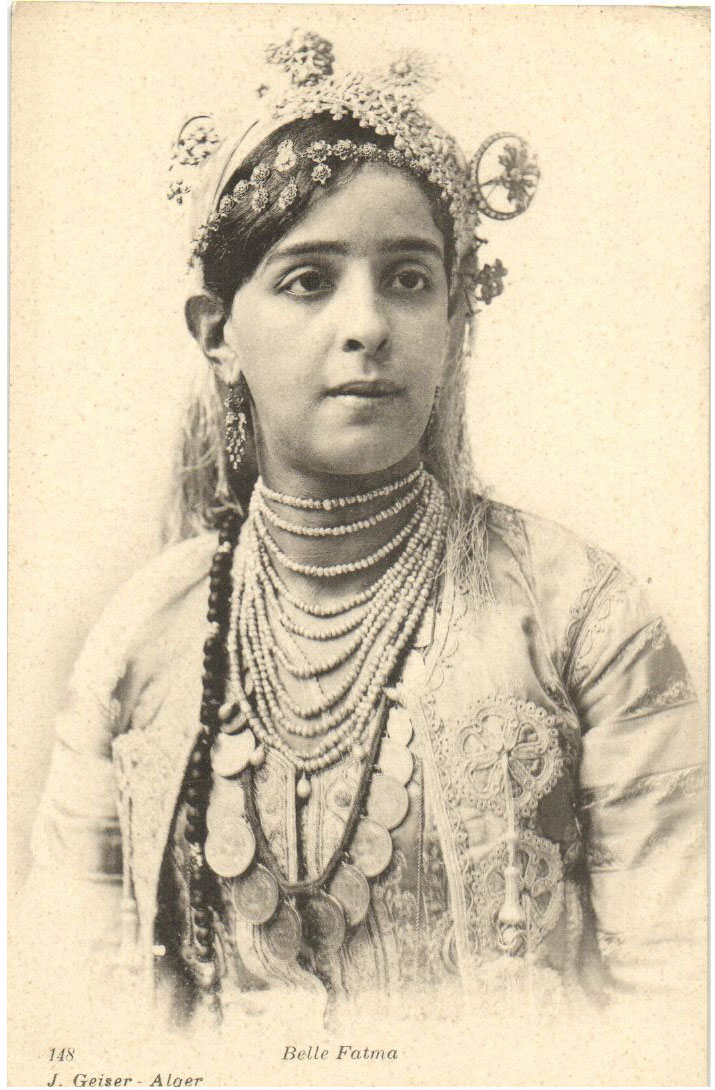
لالة فاطمة نسومر (1830م-1863م)

توقف التدريس في «زاوية سيدي أحمد أويحي» لبعض الوقت، أثناء اندلاع ثورة 1857م ضد الاحتلال الفرنسي للجزائر.
وكانت لالة فاطمة نسومر (1830م-1863م) مع الشريف بوبغلة قد قادا المقاومة الشعبية الجزائرية ضد فرنسا في منطقة القبائل دفاعا عن منطقة جرجرة من 1854م إلى غاية 1857م، فشاركا معا في معارك عديدة.
واشتركت لالة فاطمة نسومر في معركة 18 جويلية 1854م التي هُزم فيها الفرنسيون وانسحبوا مخلفين أكثر من 800 قتيل منهم 25 ضابطا.
فجند الجنرال الفرنسي راندون سنة 1857م جيشا قوامه 45 000 جندي فرنسي بقيادته شخصيا، واتجه به صوب قرية آيت تسورغ حيث تتمركز قوات فاطمة نسومر المتكونة من جيش من المتطوعين قوامه 7 000 جندي زواوي وعدد من النساء.
وقد قُتل في هذه المعركة 10 جنرالات فرنسيين، فما كان من الاحتلال الفرنسي للجزائر إلا الانتقام من منطقة زواوة عبر تهديم القرى والزوايا التي من بينها «زاوية سيدي أحمد أويحي» في أواخر 1857م.

## توقيف الزاوية خلال 1871م

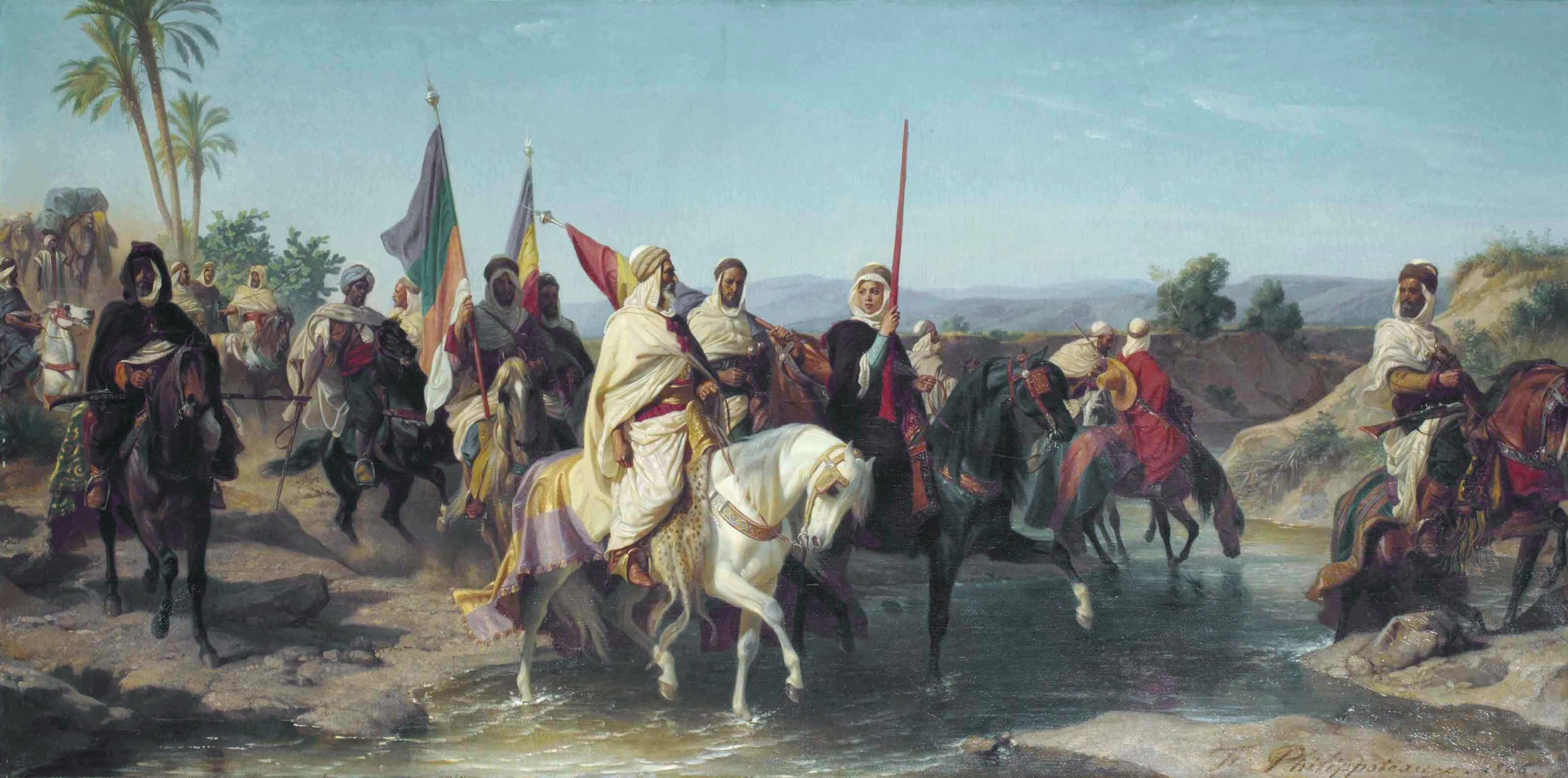
الشريف بوبغلة

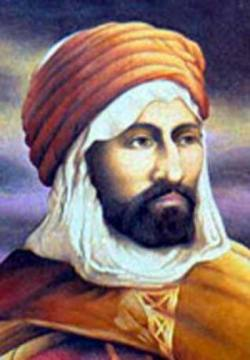
محمد المقراني

توقف التدريس في «زاوية سيدي أحمد أويحي» لبعض الوقت، أثناء اندلاع ثورة المقراني خلال سنة 1871م ضد الاحتلال الفرنسي للجزائر.

## المساهمة في إحياء زاوية سيدي يحي العيدلي في 1937م
أمر الشيخ لحلو وعمارة الخياري الطلبة النجباء من «زاوية سيدي أحمد أويحي» في أمالو بالذهاب إلى تمقرة عند افتتاح زاوية سيدي يحي العيدلي تحت رئاسة الشيخ الشاب عندئذ محمد الطاهر آيت علجت.
وكان الشيخ لحلو وعمارة الخياري هو أستاذ الشيخ الطاهر آيت علجت والشيخ الموهوب أوعيسى لحبيبن قبل ذلك في 1936م.
فكانت منارة العلم في بداية القرن العشرين الميلادي في حوض الصومام كله.

## إدارة الزاوية قبل الثورة التحريرية
كان تسيير «زاوية سيدي أحمد أويحي» يتم عبر مجلس إدارة متكون من «9 أشخاص» قبل اندلاع ثورة تحرير الجزائر في 1 نوفمبر 1954م.
وكان عدد طلبة القرآن آنذاك يصل إلى 150 شابا.
كما كان يشرف الإمام «الموهوب أوعيسى لحبيبن» على منصب وكيل الزاوية.

## توقيف الزاوية خلال 1956م
توقف التدريس في «زاوية سيدي أحمد أويحي» لبعض الوقت، بعد اندلاع ثورة التحرير الجزائري خلال سنة 1956م ضد الاحتلال الفرنسي للجزائر.
وكان الشيخان عثمان الحناشي مع الحسين السطايفي يشاركان في تدريس طلبة الزاوية خلال سنة 1955م.
وكان الإمام محمد الطاهر آيت علجت بعدما رجع إلى مسقط رأسه من قسنطينة سنة 1937، قد تولّى التّدريس والتّعليم بـ«زاوية سيدي أحمد أويحي» بأمالو، وكان يقدّم فيها دروس تعليم القرآن واللغة العربية والعلوم الشرعية، إلى غاية سنة 1956م حين أحرق جيش الاحتلال الفرنسي مقر الزاوية.

## التحاق طلبة الزاوية بالثورة التحريرية
التحق حوالي 30 طالبا من «زاوية سيدي أحمد أويحي» بصفوف ثورة التحرير الجزائري وجبهة التحرير الوطني الجزائري وجيش التحرير الوطني الجزائري خلال سنة 1956م ضد الاحتلال الفرنسي للجزائر.
فارتقى من بينهم شهداء وواصل المجاهدون الناجون الكفاح إلى غاية استقلال الجزائر في 1962م.
ومن المعلوم أن عدد الشهداء حسب المصرح بهم والمسجلين في مقبرة الشهداء ببلدية أمالو على اللوح الرخامي قد تجاوز عدد الثلاثمائة والستين (360) شهيدا.
وهناك الكثير من الشهداء لم تذكر أسماؤهم لسبب إيثار ذويهم عدم نشر أسمائهم، ومنهم من لم يذكر لعدم معرفة اللجنة البلدية أو الولائية بهم بتناسي ذويهم إعلام هذه اللجان في الوقت المناسب والمحدد زمنيا، ومنهم من لم تبق لهم بقية من الأقارب للتذكير بهم.

## تحويلها إلى محتشد من 1956م إلى 1962م
حينما توقفت الدراسة في«زاوية سيدي أحمد أويحي» مباشرة بعد مؤتمر الصومام أثناء ثورة التحرير الجزائري من 1956م إلى غاية 1962م، اتخذها الفرنسيون محتشدا يسكن مقراتها الجزائريون النازحون من القرى والجبال والأرياف مرغمين بالقوة الفرنسية من بلديتي بوحمزة وتمقرة.

## إحياء الزاوية في 1963م

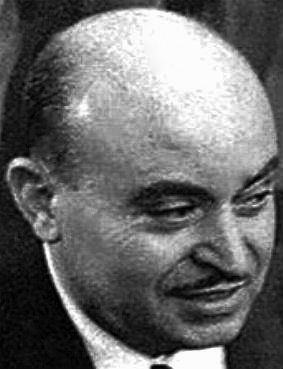
عبد الرحمن فارس (1911م-1991م)

أعاد أعيان سكان أمالو إحياء «زاوية سيدي أحمد أويحي» بفضل مساعدة مالية هامة من أحد حفدة صاحب الزاوية «سيدي أحمد أويحي» وهو الرئيس عبد الرحمن فارس (1911م-1991م) الذي كان «رئيس الهيئة التنفيذية المؤقتة للجزائر» والعضو في «البرلمان التأسيسي للجمهورية الجزائرية الديمقراطية الشعبية».
فتبرع عبد الرحمن فارس بأملاكه العقارية التي ورثها عن أجداده بأمالو، كما تصدق بمبلغ 3 000 000 فرنك فرنسي بما يعادل حوالي 3 000 000 دينار جزائري بالتقدير الآني للعملة.
فتم تمويل إقامة ومعيشة 25 شابا من طلبة القرآن، كما تم شراء جرار لفلاحة الأراضي الوقفية التابعة للزاوية، كما تم شراء آلات معصرة زيتون قصد إنتاج زيت الزيتون، وحُبِّسَتْ لفائدة الزاوية.
وبذلك استأنفت «زاوية سيدي أحمد أويحي» مسارها التعليمي وتخرج منها مئات الإطارات التعليمية.
وقد شارك هؤلاء الإطارات في تمتين مؤسسات الدولة الوطنية الجزائرية أثناء مسار البناء والتشييد بعد الاستقلال الوطني.
ويؤرخ للبداية الجديدة هذه بالعام المدرسي 1963م-1964م، ومازالت تؤدي الرسالة التعليمية من تحفيظ القرآن الكريم وتعليم اللغة العربية والعلوم الإسلامية.

## شيوخها
من أبرز شيوخ «زاوية سيدي أحمد أويحي» في النصف الأول من القرن العشرين هو الشيخ السعيد عليلي اليجري المتوفى سنة 1951م.
وكان الشيخ «لحلو وعمارة الخياري» يبث الفكر الوطني الجزائري في نفوس طلبة الزاوية، لينير لهم الطريق لأول مرة في حياتهم، وكانوا يُكِنُّون له كل الاحترام والتبجيل عند ذكر اسمه.
وقد بقي الشيخ «لحلو وعمارة الخياري» حوالي ثلاثين عاما شيخا ومدرسا في «زاوية سيدي أحمد أويحي» حسب ما ذكره الأستاذ المجاهد محمد الصغير بن لعلام في كتابه «علماء من زواوة»، في الجزء الثاني والصفحة 236، الصادر عن «مطبعة ثالة» في مدينة الجزائر خلال عام 2015م.

## مكتبتها وخزانة مخطوطاتها
كانت مكتبة «زاوية سيدي أحمد أويحي» تضم الكثير من الكتب والمخطوطات، إلا أن كثيرا منها قد ضاع خلال فترة الاحتلال الفرنسي للجزائر.
ثم ضاع ما تبقى منها في العقود الأولى للاستقلال، عندما تحولت الزاوية إلى معهد ضمن التعليم الأصلي في الجزائر، كان يشرف عليه أساتذة من المشرق العربي في إطار التعاون.

## التعليم الأصلي
أدمجت «زاوية سيدي أحمد أويحي» ضمن معاهد التعليم الأصلي في الجزائر عندما وُحد التعليم أواسط السبعينيات من القرن العشرين بتأطير أساتذة من جمهورية مصر العربية.
لكن هذا الإدماج لم يدم إلا فترة قصيرة، ثم عادت الزاوية إلى استقلالها بتسيير من اللجنة الدينية المعتمدة، لكن بعدد قليل من الطلاب.

## إقام الصلوات

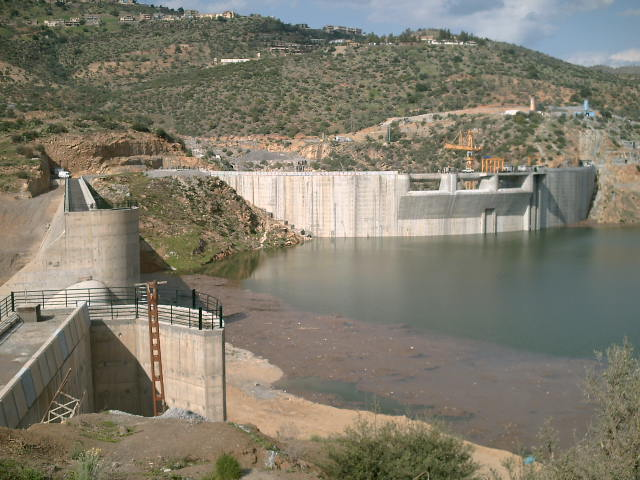
سد تيشي حاف في بلدية بوحمزة

صار في أواخر سبعينيات القرن العشرين شيخ «زاوية سيدي أحمد أويحي» يتم تعيينه مع أئمة آخرين من طرف وزارة الشؤون الدينية والأوقاف الجزائرية للتدريس وإقامة الصلوات الجامعة بالمسجد الجامع لقرى وأحياء بلدية أمالو القريبة من مقر البلدية.
وهذه القرى هي:
1. أكُورْمَة،
2. تيزي أوقدام،
3. بوسهل،
4. إخرشوشان،
5. تمسريرين،
6. ثَوْريرث.

والأحياء هي:
1. إيغيل أوزمور،
2. البير،
3. تيزي البير،
4. ثَمْريشْثْ،
5. تيزي بوسهل،
6. بورورو،
7. إغزر الجير،
8. ثٌمْليلينْ.

ومن المعلوم أن القرى الستة التابعة لبلدية أمالو لها مساجد قديمة فيها يرفع الأذان وتقام فيها الصلوات الخمس اليومية دون صلاة الجمعة وصلاة العيدين في عيد الفطر وعيد الأضحى.
فهذه الصلوات (صلاة الجمعة وصلاة العيدين في عيد الفطر وعيد الأضحى) تقام في المسجد الجامع بـ«زاوية سيدي أحمد أويحي»، وهذا ما عرف منذ القديم وحتى الآن.
أما القرى البعيدة فلها الحق في أداء جميع الصلوات الخمسة والجمعة والأعياد.
وعلاوة على ذلك فإن صلاة الجنازة إذا كان المتوفى من قرى: إخرشوشن، بوسهل وتمسريرين، فإن الصلاة تقام في الزاوية لوجود المقبرة قرب المسجد المركزي هذا.

## التوسيع الأول في 1994م
كانت الانطلاقة الحديثة لمقر «زاوية سيدي أحمد أويحي» خلال عام 1994م حينما استطاعت «الجمعية الدينية للزاوية»، التي كان يترأسها آنذاك السيد «بدر الدين إيدير»، أن تحقق قفزة نوعية راقية في تحديث الزاوية وإصلاحها، وهذا بفضل تظافر جهود أخيار قرية أمالو، بدعم من بلدية أمالو التي بذل رئيسها ومجلسها كل ما في وسعهم من أجل توفير شروط النجاح لمشروع التحديث.
وقد صار هذا التحديث واقعا ملموسا بعد إنجاز الجامع الجديد سنة 1997م، وبعده المبنى الجديد للزاوية وفق المعايير العصرية.
وتم تنظيم مرافق المقر الجديد لـ«زاوية سيدي أحمد أويحي» على النحو التالي:
1. الطابق الأرضي، يضم:
  1. خمسة أقسام للدراسة،
  2. فناء،
  3. مرفق إداري.
2. الطابق الأول، يضم:
  1. مطعم يسع مائة وخمسين مقعدا،
  2. مطبخ،
  3. دورة مياه بها 10 حجرات،
  4. خمسة حمامات،
  5. عدد من المخازن.
3. مرقد، يضم:
  1. عشرون غرفة للنوم،
  2. حمام،
  3. مخزن،
4. التدفئة المركزية، مزودة بها كل مرافق الزاوية.

## التوسيع الثاني في 2010م
تم الشروع في توسيع «زاوية سيدي أحمد أويحي» العامرة خلال عام 2010م.
وقد تقدمت الأشغال بها من أجل توسيع هياكل الاستقبال، وتحديثها بطريقة عصرية، تمكنها من ضمان التحصيل العلمي في ظروف جيدة من حيث الإقامة والإطعام والنظافة، لا تقل عن مستوى المؤسسات التعليمية الرسمية.

## نظام التدريس
يتم حاليا التدريس في «زاوية سيدي أحمد أويحي» وفق نظام محكم.
وكان يقوم وكيل الزاوية في 2015م، السيد سعيد فارس، بالتنسيق مع الجهات المختلفة وهيئة الإدارة والتدريس من أجل السير الحسن للزاوية.
ذلك أن التدريس بالزاوية يتولاه حاليا إمامان، وقد يتطوع أكثر من أستاذ ثانوي أو متوسطي أو ابتدائي لتكملة الدروس المقررة في هذه المراحل التعليمية حتّى تساير الزاوية التعليم الرسمي حسب برنامج وزارة التربية الوطنية الجزائرية لمن يريد الالتحاق بمهنة التعليم العام.
وقد أدخلت اللغة الفرنسية في هذا التعليم، وكذلك تم التفكير في تدريس الإعلام الآلي للطلبة الملتحقين بالزاوية.
كما رفعت عن الطلبة كل التكاليف المرهقة من تحضير الأكل اليومي وغسل الثياب والمشاركة في الأعمال الزراعية وجلب الماء الصالح للشرب.
وتمنح لكل طالب منحة شهرية يستعين بها عند شراء بعض الحاجات، والدراسة في الزاوية مجانية.
ورغم كل هذه التسهيلات فالإقبال ضعيف جدا في الالتحاق بالزاوية قصد الدراسة لمدة ست سنوات بمعدل 10 أحزاب قرآنية في السنة الواحدة.

## الأعمال الخيرية
بعد أن كانت «زاوية سيدي أحمد أويحي» تنتظر في الماضي صدقات المحسنين من أجل التكفل بمصاريف تسييرها والتدريس بها، تكاثرت أوقافها وأملاكها بحيث صارت قادرة على الإنفاق على فقراء ومحتاجي قرى بلدية أمالو.

## مكتبة الصور

موقع بلدية أمالو

## أعلام الزاوية
- لحلو وعمارة الخياري.[20]
- السعيد اليجري.
- محمد الطاهر آيت علجت.
- الموهوب أوعيسى لحبيبن.[12]
- عثمان الحناشي.
- الحسين السطايفي.
- عبد الله المعضادي.
- محمد الطيب شنتير.
- علي شنتير.
- محمد الطاهر شنتير.

### مواضيع ذات صلة
- المرجعية الدينية الجزائرية
- وزارة الشؤون الدينية الجزائرية
- مديرية الشؤون الدينية والأوقاف لولاية بجاية
- الحزب الراتب: الحزاب - الباش حزاب - السلكة - الشيخ - المريد - الورد - الوارد
- الزوايا في الجزائر
- زاوية سيدي يحي العيدلي
- زاوية سيدي بوسحاقي
- زاوية سيدي أحمد زروق البرنسي
- الطريقة الرحمانية
- الاتحاد الوطني للزوايا الجزائرية
- أكاديمية التربية الصوفية
- رابطة علماء وأئمة ودعاة الساحل
- الاتحاد العالمي للطرق الصوفية
- زاوية سيدي أمحمد بن عبد الرحمن الأزهري
- محمد بن عبد الرحمن الأزهري
- طريقة صوفية
- صوفية
- تاريخ التصوف
- ولاية بجاية
- دائرة صدوق
- بلدية أمالو
- محمد بن أبي القاسم الهاملي

### فايسبوك
- زاوية سيدي أحمد بن يحيى أومالو  على فيسبوك.

### فيديوهات
- تعريف بزاوية سيدي أحمد بن يحي أومالو في أمالو بولاية بجاية على يوتيوب[21]
- تعريف بزاوية سيدي يحي العديلي في ولاية بجاية على يوتيوب
- تعريف بزاوية الهامل على يوتيوب
- تعريف بسيدي أمحمد بن عبد الرحمن الأزهري على يوتيوب

### وصلات خارجية
- الموقع الرسمي لوزارة الشؤون الدينية والأوقاف الجزائرية